# Sagunto
Sagunto (em castelhano) ou Sagunt (em valenciano), historicamente conhecida como Murviedro(es) ou Morvedre(val), é um município da Espanha na província de Valência, Comunidade Valenciana. Tem 132 km² de área e em 2021 tinha 67 043 habitantes (densidade: 507,9 hab./km²). É a cidade mais importante da comarca de Camp de Morvedre. 

## História
Durante a Antiguidade, Sagunto notabilizou-se quando, em 219 a.C., foi sitada pelo cartaginês Aníbal da família bárcida. À época a cidade mantinha laços diplomáticos com Roma. Os saguntinos lutaram energicamente e esperaram em vão pelos reforços romanos, que nunca chegaram. Depois de oito meses de resistência, extenuados e diante da iminente invasão cartaginense, os saguntinos optaram por queimar a si e ao povoado, para evitar a escravidão. Cinco anos depois, os romanos retomaram a cidade, que foi repovoada pelos escassos sobreviventes.[carece de fontes?]
Um dos cidadãos de Sagunto, Joaquín Rodrigo, o compositor do Concerto de Aranjuez e outras obras, foi denominado marquês pelo Reino da Espanha.[carece de fontes?]